# Saeta (marca)
Saeta International Sport Wear Ltda. es una empresa colombiana que desenvuelve su actividad económica en el sector textil, en la fabricación, importación y exportación de ropa deportiva y accesorios.

## Historia
La idea de una empresa colombiana con enfoque deportivo en la industria textil nació en 1967, siendo fundado por Pedro Aníbal Carrero.
En 1982 se crea la empresa bajo el nombre de Saeta Ltda, la cual comenzó con una máquina fileteadora Brother, donde desarrolló sus primeros uniformes para el fútbol, debido a la afición de su fundador a este deporte, emprendiendo la labor de continuar fabricando ropa deportiva. Se fabricaron en esta empresa los primeros uniformes específicos para fútbol de salón, atrayendo excelentes resultados en ventas debido a la popularidad que empezó a adquirir este deporte en la capital.
En 1983 empezó a vestir su primer equipo profesional de fútbol: el Independiente Santa Fe, empezando su reconocimiento como marca en la ciudad de Bogotá. Al año siguiente, funda el equipo de microfutbol Saeta FSC, con el objetivo de promocionar la marca en los torneos distritales, equipo que décadas después se convierte en profesional participando inicialmente en la Copa de Microfútbol colombiano y luego en la Liga Colombiana de Fútbol Sala, pasando a ser uno de los más importantes de la capital del país.
En 1984 Saeta se registra formalmente ante las Autoridades Mercantiles Colombianas.
En 1988 Saeta ya vestía a 13 equipos profesionales de fútbol que jugaban con el patrocinio de Postobón, en los que se destacaron: Cúcuta Deportivo, Junior de Barranquilla, Independiente Santa Fe, entre otros; convirtiéndose en el principal proveedor de ropa deportiva para fútbol a nivel nacional.
En 1995, transcurridos 12 años de apoyo, Saeta dejó de acompañar y vestir al Independiente Santa Fe.
En 1997 logra ser el patrocinador del club deportivo Millonarios, dando la aparición del nombre de la empresa en todos los medios de comunicación a través del uniforme del equipo embajador; por ello, la hinchada del equipo se unió más a la marca ya que era de la capital, de donde era el equipo.
El 2001 fue el año de Saeta, Millonarios consigue el título de la Copa Merconorte y la empresa toma aún mayor fuerza en ventas y posicionamiento en este año de patrocinio al diseñar camisetas como la conmemorativa, que hacen un homenaje al equipo azul.
En el mismo año se negoció el copatrocinio por dos años con el club deportivo Independiente Medellín en su indumentaria, llevando la marca a ser reconocida en toda la región antioqueña y cafetera.
En 2006, se abren almacenes Saeta en el Centro y Chapinero en Bogotá y se amplía el comercio para llegar a nuevos mercados en tiendas deportivas nacionales e internacionales como en Suecia. En ese mismo año recibe el certificado de calidad bajo los parámetros de la NTC ISO 9001, Versión 2000 en el “DISEÑO, ELABORACIÓN Y COMERCIALIZACIÓN DE ROPA Y ARTÍCULOS DEPORTIVOS DE FÚTBOL Y FÚTBOL DE SALÓN”.
Debido a la apertura económica del mercado internacional, la empresa inicia un proceso de reconversión industrial y de capacitación del recurso humano para aumentar su competitividad, llegando a tener más de 50 trabajadores en su empresa.
En 2007, para cumplir con el aumento de su producción, debió ampliar su capacidad instalada con la compra de máquinas de alta tecnología.
Para el 2008 Saeta da por terminado el copatrocinio del club Millonarios, sin dejar de lado que la empresa con su medio de trabajo, desarrolló año tras año el diseño del uniforme. Esto generó recordación de la marca en sus clientes e impacto a nuevos consumidores.
Durante el 2010, Saeta vistió al América de Cali, el cual en ese momento atravesaba un difícil momento económico.
En 2011, Saeta hizo un impacto de marca al elaborar el uniforme de la selección Colombia de fútbol de salón para el X Mundial realizado en el país, terminando como campeones del torneo. En el 2013, viste a la selección femenina de futbol de salón que obtiene, nuevamente como anfitriones, el II Mundial femenino de la especialidad.
Igualmente, en 2011 Saeta patrocinó un equipo de Atlanta, Estados Unidos: Los Atlanta Silverbacks, dando la dotación deportiva a este equipo que jugaba en ese tiempo en la North American Soccer League.
En 2013, obtiene el contrato para vestir de manera oficial a la selección de Haití. En 2016, Haití participa de la Copa América Centenario con indumentaria Saeta fabricada en Colombia. Si bien la selección haitiana realiza un pésimo torneo al perder todos los partidos, la exposición de Saeta fue buena para empezar su reconocimiento como marca deportiva a nivel internacional.
En 2018 Saeta vistió al Once Caldas, equipo que juega en la Liga Águila.

## Datos
El nombre Saeta resultó de una charla de amigos. “Me gustó como sonó. Claro que todavía no sabía de qué iba a ser la empresa, solo que quería montar una”, contó Pedro a El Tiempo.
La marca Saeta está enfocada en un 90% al fútbol, pero también elabora uniformes para otras disciplinas como: Voleibol, baloncesto, fútbol de salón y atletismo.
La calidad en sus prendas y estampados ha llevado a Saeta a tener varios clientes de alta importancia a nivel nacional e internacional como lo son: Umbro, Puma, Harinera del Valle, Sanfor, Escuela General Santander, Pacífic Rubiales, Atlanta Silverbacks, Visa, entre otros; y algunas universidades: Universidad Católica, Universidad de los Andes, Coruniversitec Universidad Externado de Colombia y la Universidad Libre.

## Proyectos de la empresa
Saeta cuenta con importantes proyectos de gran impacto social que aporta al desarrollo del país.

### Proyecto entrega de donaciones
Saeta realiza todos los años donaciones en prendas de vestir a niños que están en la onda del deporte, en el 2010 se realizó la entrega en Antioquia. En Bogotá las donaciones las realiza en la Iglesia Pradera.

### Proyecto ecológico
Saeta aporta en materia ecológica día a día con reciclaje y utilización de insumos. Los documentos que se realizan dentro de la empresa se manejan por medio de correos electrónicos de manera que no se utilicen hojas ni tintas. Las bolsas son reutilizadas en pedidos, empaques y demás.

### Club Saeta
En el 2010 el Club Deportivo Saeta, la Alcaldía Local de Kennedy y el Instituto de Recreación y Deporte, para beneficiar a los futuros campeones de Colombia, aportaron bonos en implementos deportivos por valor de un millón de pesos. Este evento contó con la participación de 1000 niños y jóvenes entre los 8 y 16 años de las 12 UPZ de la localidad, que se destacó por el enfoque pedagógico y formativo para afianzar los valores individuales y colectivos para construir sentido de pertenencia por su entorno. Las competencias deportivas son: fútbol, voleibol, taekwondo, microfútbol y baloncesto.

### Saeta FSC
Fundado en 1984 para inicialmente promocionar la marca deportiva en Bogotá, se convirtió con el pasar de los años en el equipo de fútbol de salón más importante de la capital. Fue el equipo donde inició su carrera profesional el jugador de microfútbol Jhon Pinilla, posterior jugador y capitán de la Selección Colombia, a la cual guio al triunfo en tres mundiales y una medalla de oro en los Juegos Mundiales. Desde el 2009 hasta el 2014 participó en la Copa Profesional de Microfútbol colombiano, obteniendo el título en su último año. Desde el 2015 incursiona en la Liga Colombiana de Fútbol Sala de la FIFA.